# أندريس منديز
أندريس منديز (بالإسبانية: Andrés Méndez)‏ هو سائق سباق كولومبي، ولد في 30 يوليو 1992 في كولومبيا.

## وصلات خارجية
- الموقع الرسمي
- أندريس منديز على موقع DriverDB.com (الإنجليزية)